# E74号線
E74号線 (E74ごうせん、英: European route E74) はヨーロッパを東西に結ぶ欧州自動車道路のAクラス幹線道路。
フランスのニースを基点にイタリアのアレッサンドリアまでを結ぶ。

## 経路

### 経過する主要都市
- フランス
  - E80号線 - ニース
- イタリア
  - クーネオ
  - アスティ
  - E25号線, E70号線 - アレッサンドリア